# 古屋悠生
古屋 悠生（ふるや ゆうせい、1996年8月8日 - ）は、山梨県出身のハンドボール選手。日本ハンドボールリーグの豊田合成所属。

## 経歴
駿台甲府高等学校時代は2014年に第22回日・韓・中ジュニア交流競技会の日本代表に選出。
順天堂大学時代は2018年の関東学生ハンドボール・春季リーグでは2部降格を経験するも、個人では85得点を挙げ、得点王のタイトルを獲得。同年6月のジャパンカップで行われた「関東学連エキシビションマッチ東西対抗戦」では、東軍メンバーの一員として出場した。8月の東日本学生ハンドボール選手権大会では特別賞を受賞。
2019年に日本ハンドボールリーグの豊田合成へ加入。

## 詳細情報

### 背番号
- 17 (2019年 - )